# Christian Fuchs
Christian Fuchs (Neunkirchen, Austria, 7 de abril de 1986) es un exfutbolista austriaco que jugaba de defensa.

## Biografía
Fuchs empezó su carrera profesional en el SV Mattersburg, antes de fichar por el VfL Bochum en 2008. Solía jugar de lateral izquierdo.
En su primera temporada en el club consiguió el ascenso a la Bundesliga de Austria.
Ayudó al equipo a alcanzar por primera vez en la historia del club la final de la Copa de Austria en 2006, aunque al final el FK Austria Viena consiguió la victoria. En la temporada siguiente se repite la misma final, con el mismo resultado.
El 6 de junio se hizo oficial su traspaso al F. C. Schalke 04 hasta 2015. En este periodo de tiempo, el austríaco conquistó la Supercopa de Alemania en 2011. En 2015 se hizo oficial su traspaso al Leicester City F. C. donde ganó una Premier League.
En el equipo inglés estuvo hasta la temporada 2020-21, marchándose a los Estados Unidos para jugar en el Charlotte F. C. que se iba a estrenar en la Major League Soccer en 2022. Antes de poder jugar con su nuevo equipo se unió al Charlotte Independence para lo que restaba de año.
El 5 de enero de 2023 anunció su retirada como futbolista profesional.

## Selección nacional
Fue internacional con la selección de fútbol de Austria en 78 ocasiones. Su debut como internacional se produjo el 23 de mayo de 2006 en un partido amistoso contra Croacia.
Fue convocado por su selección para disputar la Eurocopa de Austria y Suiza de 2008, donde jugó un partido: la derrota por 0:1 ante Alemania.

## Clubes
| Club                   | País           | Año       |
| ---------------------- | -------------- | --------- |
| Wiener Neustädter      | Austria        | 2002-2003 |
| SV Mattersburgo        | Austria        | 2003-2008 |
| VfL Bochum             | Alemania       | 2008-2010 |
| 1. FSV Maguncia 05     | Alemania       | 2010-2011 |
| F. C. Schalke 04       | Alemania       | 2011-2015 |
| Leicester City F. C.   | Inglaterra     | 2015-2021 |
| Charlotte Independence | Estados Unidos | 2021      |
| Charlotte F. C.        | Estados Unidos | 2022      |

## Palmarés

### Títulos nacionales
| Título                | Club                 | País       | Año  |
| --------------------- | -------------------- | ---------- | ---- |
| Supercopa de Alemania | F. C. Schalke 04     | Alemania   | 2011 |
| Premier League        | Leicester City F. C. | Inglaterra | 2016 |
| FA Cup                | Leicester City F. C. | Inglaterra | 2021 |